# Sar
A Sar, más néven Harosa sokszínű, gyakran szupercsoportnak tekintett eukarióta klád, tagjai a sárgásmoszatok (Stramenopila vagy Heterokonta), az Alveolata és a Rhizaria. Csomópontalapú taxon, benne a három csoport utolsó közös őse minden leszármazottjával, és a mára felbontott Chromalveolata nagyja tagja. Testvércsoportja a Telonemia, mellyel együtt a Tsar kládot alkotják.

## Etimológia
A Sar név az alkotó kládok nevének első betűiből származik, nevezik RAS-nak is. A Harosa (alországszinten) is használatos, ahol a Stramenopila helyett a szinonim Heterokonta szerepel a rövidítésben.

## Történet
A Sar szupercsoport felfedezése előtt a sárgásmoszatok és az Alveolata a Haptophyta és a Cryptomonada csoportokkal együtt a Chromalveolatába tartozott, róluk feltételezték, hogy plasztiszaikat vörösmoszatok szekunder endoszimbiózisával szerezték közös ősön keresztül. A Rhizariát önálló szupercsoportnak tartották. Újabb filogenetikai tanulmányok megerősítették, hogy a sárgásmoszatok és az Alveolata a Rhizariával együtt divergált a Sar részeként. E kládot későbbi filogenetikai tanulmányok más szupercsoportoknál jobban ismertként írták le.
Nem tartoznak ide a plasztiszaikat feltehetően külön endoszimbiózisban szerzett Haptophyta és Cryptomonada, nekik Okamoto et al. (2009) a Hacrobia nevet javasolta.

## Diverzitás
A Sar szupercsoport számos morfológiát és ökológiai niche-t tartalmaz a kis zoo- és fitoplanktontól a nagy moszaterdőkig. A csoportban fotoszintetikus és nem fotoszintetikus élőlények is vannak. Ez szekunder vagy magasabb rendű endoszimbiózisok révén számos sárgásmoszatokban és az Alveolata-tagban függetlenül jelent meg vörösmoszat-eredetű plasztiszok bekebelezése révén, míg a Chlorarachniophyceae (Rhizaria) plasztiszait zöldmoszatokból szerezte vesztigiális nukleomorfok megmaradásával.
Becslések szerint a Sar az eukarióta diverzitás akár felét is adhatja.
A klád filogenomikai felfedezése miatt nem volt tagjai közt ismert szünapomorfia, de 2023-ban Sinha és Wideman felfedezték az ATP-szintáz b és h statoralegységei közt több mint 1 milliárd évvel ezelőtt megjelent fúziót. Ez a korábban hasonlóan felfedezett Rhizariában is így volt, azonban a sárgásmoszatok morfológiailag jól meghatározhatók, elülső ostoruk van háromosztatú masztigonémákkal, míg az Alveolában a kortikális alveolusok a közösek.
A Sar testvércsoportján, a Telonemián végzett tanulmányok olyan jellemzőket fedeztek fel, mint a feltehetően a sárgásmoszatok és az Alveolata hasonló szerkezeteivel homológ háromosztatú szőrök és a perifériás vakuólumok. Ez lehetségessé teszi e szerkezetek közösségét a kládban, ahol a kortikális alveolusok e hipotézis szerint perifériás vakuólumokból erednek.

### Belső filogenetika
Egy 2021-es elemzés alapján az Alveolata és a sárgásmoszatok a Halvaria, a Rhizaria testvércsoportja tagjai.
|          | Rhizaria                                                   |
|          |                                                            |
| Halvaria | \| \| Alveolata \| \| \| \| \| \| Stramenopila \| \| \| \| |
|          | \| \| Alveolata \| \| \| \| \| \| Stramenopila \| \| \| \| |
|          | Alveolata                                                  |
|          |                                                            |
|          | Stramenopila                                               |
|          |                                                            |

|  | Alveolata    |
|  |              |
|  | Stramenopila |
|  |              |

|          | Rhizaria                                                   |
|          |                                                            |
| Halvaria | \| \| Alveolata \| \| \| \| \| \| Stramenopila \| \| \| \| |
|          | \| \| Alveolata \| \| \| \| \| \| Stramenopila \| \| \| \| |
|          | Alveolata                                                  |
|          |                                                            |
|          | Stramenopila                                               |
|          |                                                            |

|  | Alveolata    |
|  |              |
|  | Stramenopila |
|  |              |

## Interaktomika
Bjorbækmo et al. (2020) kimutatta, hogy a PIDA-ban szereplő planktonprotiszták közti interaktomokban bár ritkábban voltak a Sar tagjai zsákmányok, paraziták, szimbionták vagy ismeretlen interaktorok, a legnagyobb csoportot alkották a kölcsönhatások közel 50%-ával.

## Fordítás
Ez a szócikk részben vagy egészben  a   SAR supergroup című angol Wikipédia-szócikk ezen változatának fordításán alapul.  Az eredeti cikk szerkesztőit annak laptörténete sorolja fel. Ez a jelzés csupán a megfogalmazás eredetét és a szerzői jogokat jelzi, nem szolgál a cikkben szereplő információk forrásmegjelöléseként.